# PFK Lokomotiv Szofija
A Lokomotiv Szofija (bolgárul: Професионален Футболен Клуб Локомотив София, magyar átírásban: Profeszionalen Futbolen Klub Lokomotiv Szofija) egy bolgár labdarúgócsapat, székhelye Szófia városában található. Jelenleg a bolgár élvonalban szerepel.
A bolgár vasút gyári dolgozói által alapított labdarúgócsapat eddig 4 alkalommal nyerte meg a bolgár labdarúgó-bajnokságot, illetve 4 alkalommal hódította el a bolgár kupát.

## Korábbi elnevezései
- 1929–1944: ZSSZK Szofija
- 1944–1945: Energija Szofija
- 1945–1949: SK Lokomotiv Szofija
- 1949–1951: DSZO Torpedo Szofija
- 1951–1969: FD Lokomotiv Szofija
- 1969–1971: ZSSZK-Szlavija Szofija (a Szlavija Szofijával történt egyesülést követően)
- 1971–1986: DFSZ Lokomotiv Szofija (a Szlavija Szofija kilépett az egyesített csapatból)

1986 óta jelenlegi nevén szerepel.

## Története
A klubot a bolgár vasút szófiai gyárának dolgozói alapították 1929. szeptember 2-án ZSSZD néven. A csapat első mérkőzése 2–1-es győzelemmel zárult a Zora Szofija ellenében 1929. október 3-án. A következő tíz évben a legjobb bolgár csapatok között versengett, mald az 1939–40-es szezonban elnyerte első bajnoki címét. 1944-ben Energija Szofija, majd egy évvel később már Lokomotiv Szofija néven szerepelt, majd megnyerte a második világháborút követő első hivatalos bolgár élvonalbeli labdarúgó-bajnokságot. 1946-ban és 1947-ben is közel volt a címvédéshez, azonban ez legközelebb csak 1964-ben sikerült. A harmadik bajnoki cím egyben azt is jelentette, hogy a Lokomotiv bemutatkozhatott a bajnokcsapatok Európa-kupájában, ahol a svéd Malmö FF-et magabiztos játékkal múlta felül, majd a Győri Vasas ellenében szoros mérkőzéseken maradt alul 8–7-es arányban.
1969-ben a csapat rövid időre egyesült az egyik legfőbb városi riválissal, a Szlavija Szofijával, azonban a közös élet 1971-ben, a Szlavija kiválását követően megszakadt. 1978-ban az Atanasz Mihajlov vezette Lokomotiv elnyerte a klub negyedik bajnoki címét is, később az UEFA-kupa 1979-1980-as kiírásában a Ferencváros, AS Monaco, majd a szovjet Gyinamo Kijeven keresztül a negyeddöntőbe verekedte magát, ahol a nyugatnémet VfB Stuttgart állította meg. Az 1982-es kupagyőzelem hosszú időre lezárta a sikeres évek korát.
A Lokomotiv napjainkban a bolgár középmezőny éllovasának számít. 2007-ben nemzeti rekordot állított fel, amikor az UEFA-kupában nyolc mérkőzésen keresztül veretlen maradt.

## Sikerei

### Nemzeti
- Bolgár bajnok:

4 alkalommal (1940, 1945, 1964, 1978)
- Bolgárkupa-győztes:

4 alkalommal (1948, 1953, 1982, 1995)

### Nemzetközi
- Balkán-kupa

1 alkalommal (1973)

## Eredményei

### Európaikupa-szereplés

#### Összesítve
| Kupa                               | J  | GY | D | V  | LG–KG |
| ---------------------------------- | -- | -- | - | -- | ----- |
| Bajnokcsapatok Európa-kupája (BEK) | 8  | 3  | 1 | 4  | 19–21 |
| Kupagyőztesek Európa-kupája (KEK)  | 8  | 3  | 0 | 5  | 8–17  |
| UEFA-kupa                          | 30 | 11 | 8 | 11 | 46–35 |
| Összesítve                         | 46 | 17 | 9 | 20 | 73–73 |

#### Szezonális bontásban
| Idény     | Kupa                         | Forduló         | Klub                      | 1. mérk. | 2. mérk.   |
| --------- | ---------------------------- | --------------- | ------------------------- | -------- | ---------- |
| 1964–1965 | Bajnokcsapatok Európa-kupája | Selejtező       | Malmö FF                  | 8–3      | 0–2        |
| 1964–1965 | Bajnokcsapatok Európa-kupája | 1. forduló      | Győri Vasas ETO           | 3–5      | 4–3        |
| 1971–1972 | UEFA-kupa                    | 1. forduló      | Carl Zeiss Jena           | 0–3      | 3–1        |
| 1977–1978 | Kupagyőztesek Európa-kupája  | 1. forduló      | Anderlecht                | 1–6      | 0–2        |
| 1978–1979 | Bajnokcsapatok Európa-kupája | 1. forduló      | Odense BK                 | 2–2      | 2–1        |
| 1978–1979 | Bajnokcsapatok Európa-kupája | 2. forduló      | 1. FC Köln                | 0–1      | 0–4        |
| 1979–1980 | UEFA-kupa                    | 1. forduló      | Ferencváros               | 3–0      | 0–2        |
| 1979–1980 | UEFA-kupa                    | 2. forduló      | AS Monaco                 | 4–2      | 1–2        |
| 1979–1980 | UEFA-kupa                    | 3. forduló      | Gyinamo Kijev             | 1–0      | 1–2        |
| 1979–1980 | UEFA-kupa                    | Negyeddöntő     | VfB Stuttgart             | 1–3      | 0–1        |
| 1982–1983 | Kupagyőztesek Európa-kupája  | 1. forduló      | Paris Saint-Germain       | 1–0      | 1–5        |
| 1985–1986 | UEFA-kupa                    | 1. forduló      | APÓEL                     | 2–2      | 4–2 (h.u.) |
| 1985–1986 | UEFA-kupa                    | 2. forduló      | Neuchâtel Xamax           | 1–1      | 0–0        |
| 1995–1996 | Kupagyőztesek Európa-kupája  | Selejtező       | Derry City                | 0–1      | 2–0        |
| 1995–1996 | Kupagyőztesek Európa-kupája  | 1. forduló      | Halmstads BK              | 3–1      | 0–2        |
| 1996–1997 | UEFA-kupa                    | Előselejtező    | Neftçi                    | 1–2      | 6–0        |
| 1996–1997 | UEFA-kupa                    | Selejtező       | Rapid Bucureşti           | 0–1      | 0–1        |
| 2006–2007 | UEFA-kupa                    | 1. selejtezőkör | Makedonija Gjorcse Petrov | 2–0      | 1–1        |
| 2006–2007 | UEFA-kupa                    | 2. selejtezőkör | Bné Jehuda                | 2–0      | 4–0        |
| 2006–2007 | UEFA-kupa                    | 1. forduló      | Feyenoord                 | 2–2      | 0–0        |
| 2007–2008 | UEFA-kupa                    | 2. selejtezőkör | Oţelul Galaţi             | 3–1      | 0–0        |
| 2007–2008 | UEFA-kupa                    | 1. forduló      | Stade Rennais             | 1–3      | 2–1        |
| 2008–2009 | UEFA-kupa                    | 2. selejtezőkör | Borac Čačak               | 0–1      | 1–1        |

Megjegyzés: Csak az Európai Labdarúgó-szövetség (UEFA) által szervezett európai kupák eredményeit tartalmazza. Az eredmények minden esetben a Lokomotiv Szofija szemszögéből értendőek, a félkövéren jelölt mérkőzéseket pályaválasztóként játszotta.